# Elaphrus laevigatus
Elaphrus laevigatus är en skalbaggsart som beskrevs av Leconte 1851. Elaphrus laevigatus ingår i släktet Elaphrus och familjen jordlöpare. Inga underarter finns listade i Catalogue of Life.